# Конофітум
Конофі́тум (Conophytum, від лат. conus — кегля и грец. φυτόν — рослина) — рід суперсукулентних рослин, що відносяться до родини аїзових (Aizoaceae) або мезембріантемових (Mesembryanthemaceae). Побутова назва — живі камінці (так називають також літопси, плейоспілоси, лапідарії, аргіродерми, дінтерантуси та деякі інші мезембріантемові).

## Синоніми

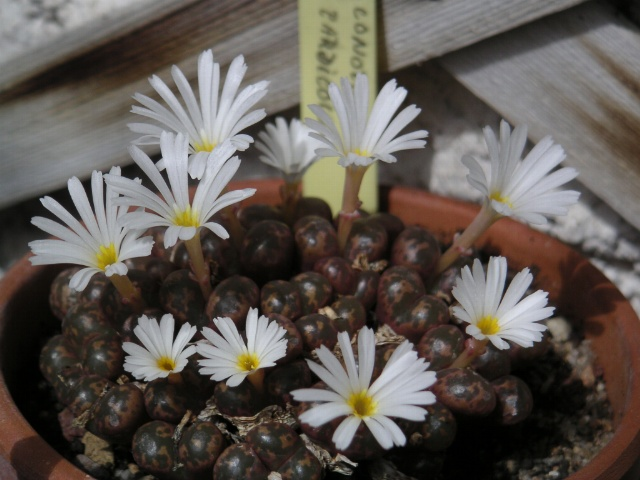
Conophytum pellucidum

- Berresfordia L.Bolus in Notes Mesembryanthemum 2: 313 (1932)
- Conophyton Haw. in Saxifrag. Enum. 2: 82 (1821)
- Derenbergia Schwantes in Z. Sukkulentenk. 2: 138 (1925)
- Herreanthus Schwantes in Gartenwelt 32: 514 (1928)
- Ophthalmophyllum Dinter & Schwantes in Möller's Deutsche Gärtn.-Zeitung 42: 64 (1927)

## Умови та місця зростання
У природі відомо близько 300 видів конофітумів. Це найбільший за видовим різномаїттям рід в родині аїзових. Ці сукуленти зустрічаються на великій території від Капської провінції в ПАР і далі на північ за річкою Оранжева в Намібії. Ростуть вони в тріщинах скель у вкрай сухих умовах або в прибережних пустелях, багатих туманами.

## Біологічний опис
Карликові, від декількох міліметрів до 5 см висоти рідко 10, багаторічні рослини, часто утворюють щільні подушкоподібні форми. Кожен пагін складається з однієї пари дуже соковитих, щорічно змінюваних листків. Види цього роду дуже різноманітні. Це малесенькі рослини, зазвичай з сильно укороченим стеблом, що рясно кущаться. Їхні маленькі соковиті головки, що становлять собою два зрощені сукулентні листи, можуть бути сферичної або яйцеподібної форми, майже серцеподібні або чітко дволопатеві, іноді вони менш 0,3 см в діаметрі, але дволопатеві головки зазвичай досягають см 1,25 до 2,5; пофарбовані вони в різні відтінки зеленого кольору, однотонні або краплисті, лопаті часто з червоним краєм, поверхня тіла гладка. Квітки з'являються між листям, з центру головки, у деяких видів широко розкриваються, 1,25 більше см в діаметрі, в інших ледь відкриваються, нагадуючи помазок для гоління; білого або кремового до жовтого і різних відтінків рожевого та фіолетового кольорів.
Характерна особливість більшості конофітумів, що відрізняє їх від інших «живих камінців», в тому, що період спокою у них настає з кінця зими до середини літа, або з весни і триватиме до початку осені.

## Утримання в домашніх умовах
При вирощуванні конофітума в ґрунтовій культурі складають суміш з дернової і листової землі, крупного піску. Всі складові беруть по одній частині. Розміщують конофітум на світлому, сонячному місці.
Для поливу цієї рослини потрібний досвід та інтуїція, оскільки у конофітумів період спокою влітку. Листя в цей час зморщуються і в'януть, рослини утримують сухо. Полив відновлюють з початком зростання, далі він регулярний і помірний. З початком періоду спокою полив знову обмежують.
Конофітум любить низьку вологість повітря.
У зимовий період рослини утримують при п'ятнадцяти — вісімнадцяти градусах Цельсія. Влітку конофітум утримують у сухому приміщенні.
Підгодовують рослини слабким розчином квіткових добрив три-чотири рази за період зростання.
Розмножується рослина насінням або обережним поділом ростків навпіл, після підсушування.
Пересадку проводять один раз на два — три роки, оскільки конофітум любить тісний горщик. Ємності для пересадки потрібно взяти широкі, неглибокі, і забезпечити товстий шар дренажу. Після пересадки перший полив проводять через два тижні, щоб уникнути загнивання коренів.
Цвіте конофітум взимку.

## Види
За даними сайту Королівських ботанічних садів у К'ю рід Conophytum містить 106 визнаних видів і два природних гібриди (докладніше див. Список видів роду конофітум).

## Галерея

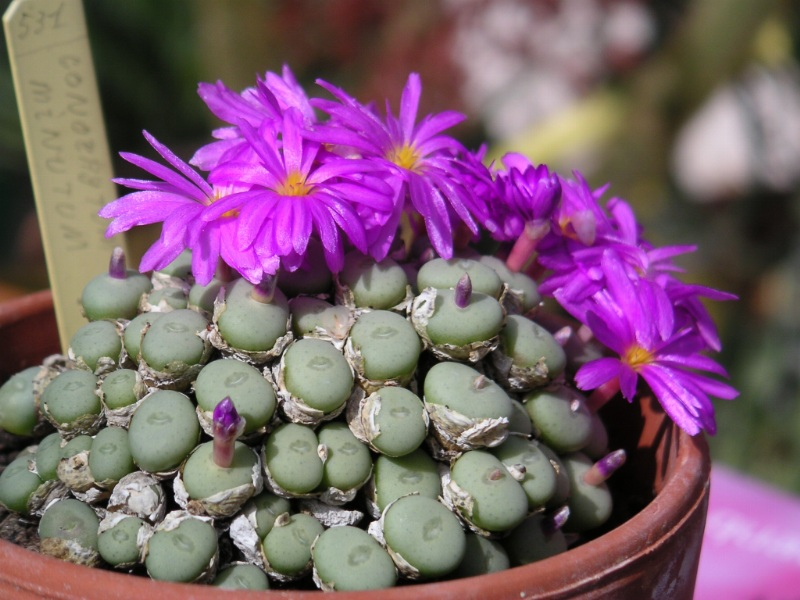
Conophytum minutum
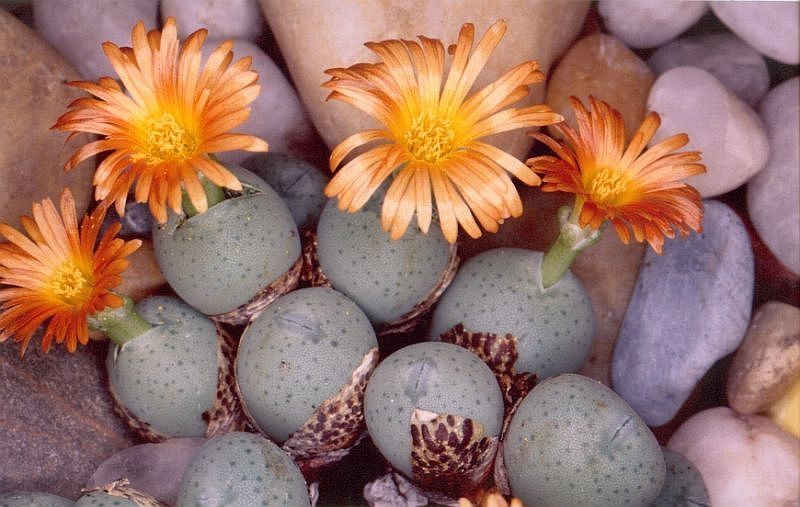
Conophytum auctum
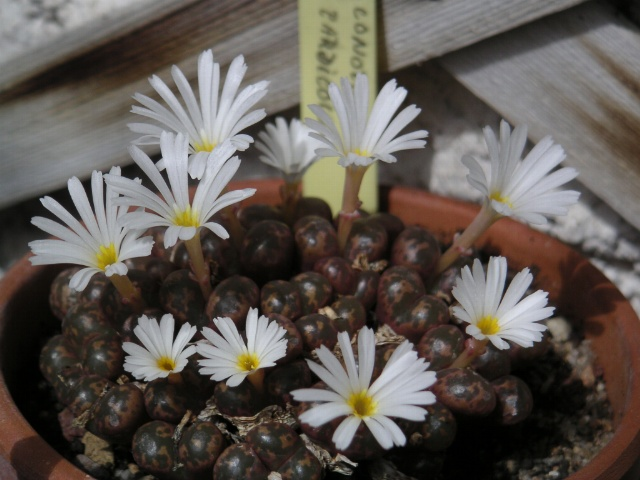
Conophytum pardicolor
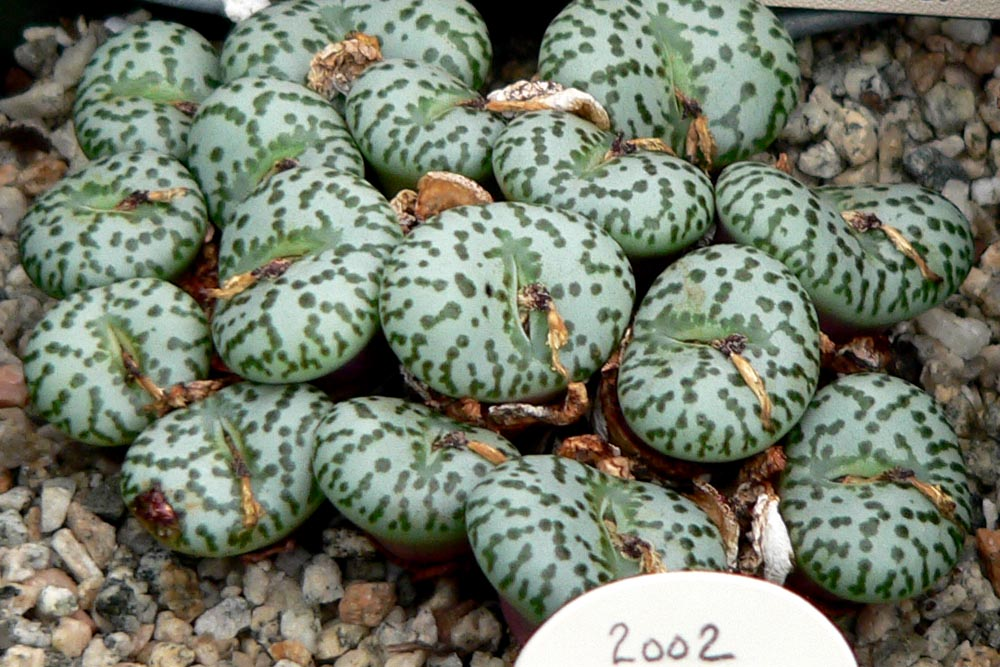
Conophytum obcordellum
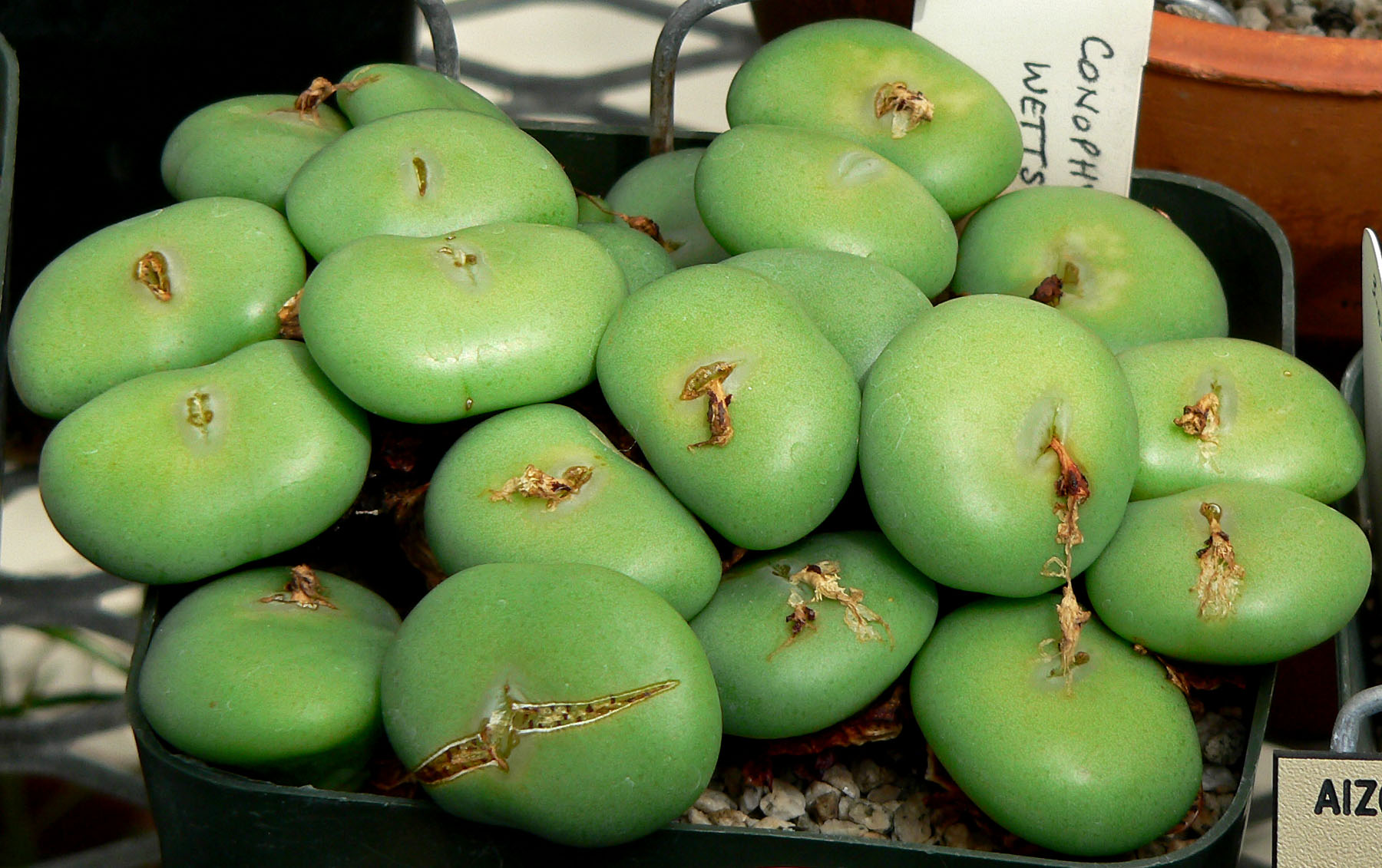
Conophytum wettsteinii
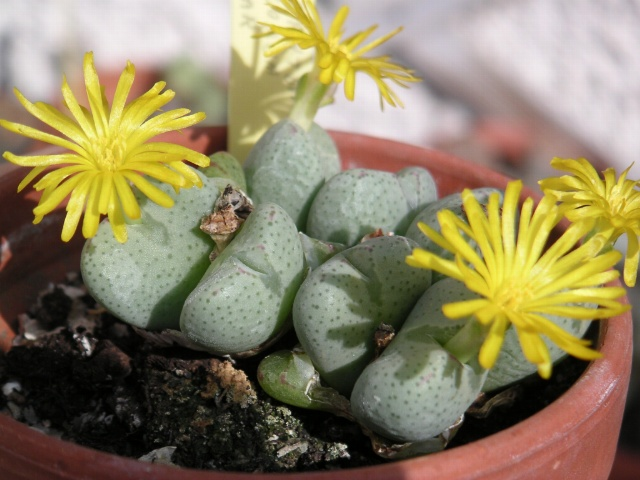
Conophytum bilobum
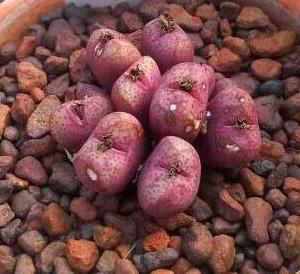
Conophytum truncatum
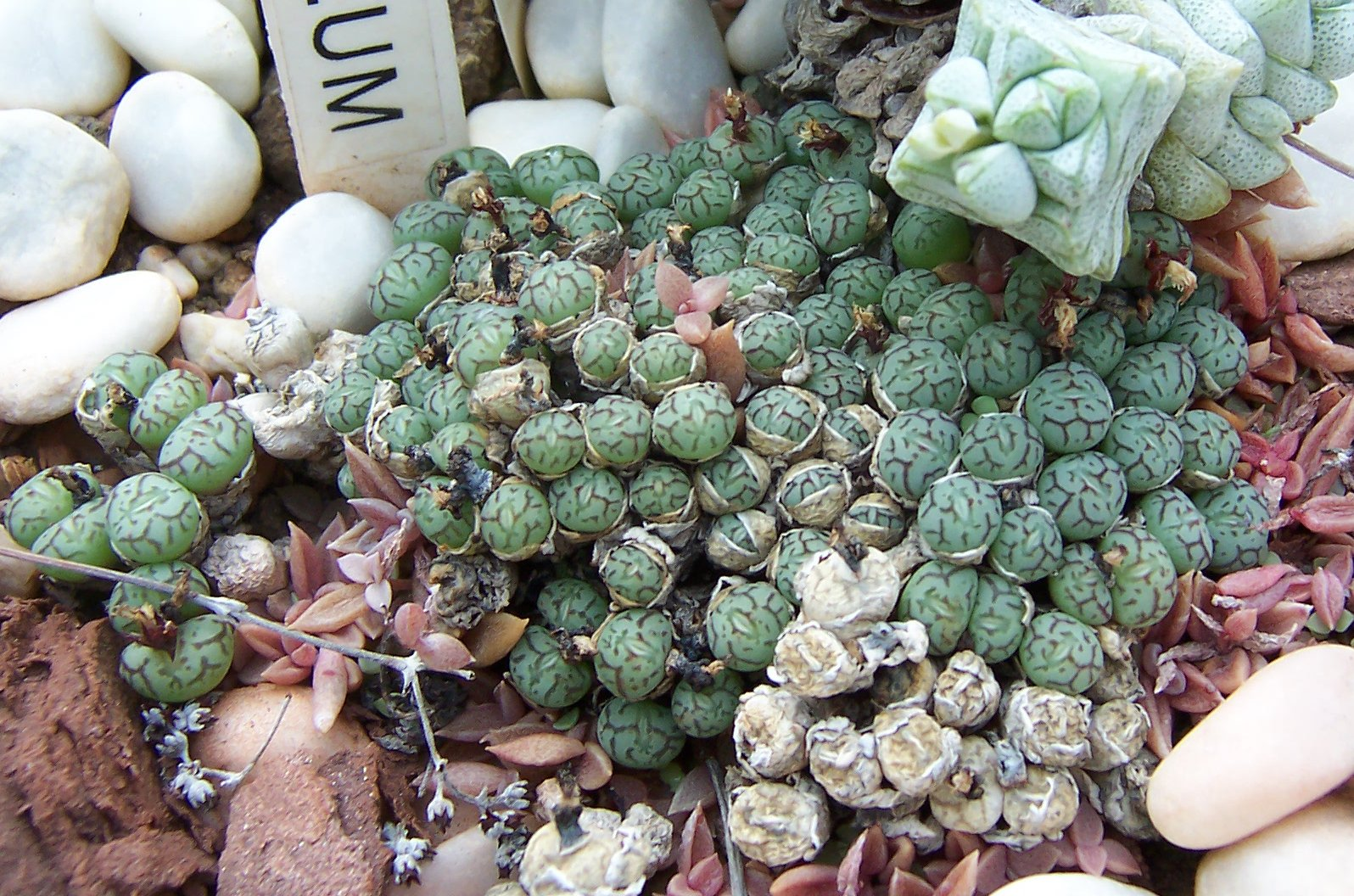
Conophytum minutum var scitulum